# Direction nationale de la capitale
 (février 2023).
Si vous disposez d'ouvrages ou d'articles de référence ou si vous connaissez des sites web de qualité traitant du thème abordé ici, merci de compléter l'article en donnant les références utiles à sa vérifiabilité et en les liant à la section « Notes et références ».
La Direction nationale de la capitale (en anglais : National Capital Authority, NCA) est un organisme gouvernemental australien créé en 1989 pour gérer la planification et le développement de Canberra, la capitale de l'Australie. 
Elle a été créée en 1989, lorsque le Territoire de la capitale australienne a obtenu l'autonomie gouvernementale. L'Autorité se compose d'un président et de quatre membres nommés par le gouverneur général. En vertu de l’Australian Capital Territory (Planning and Land Management) Act de 1988, la NCA a le pouvoir d'élaborer et de gérer toute la planification et le développement de Canberra. 
Elle a été précédée par: 
- 1921-1924 : Federal Capital Advisory Committee
- 1925-1930 : National Capital Planning and Development Committee
- 1938-1957 : National Capital Planning and Development Commission
- 1958-1989 : National Capital Development Commission.